# Брандерион
Брандерион (фр. Brandérion) насеље је и општина у северозападној Француској у региону Бретања, у департману Морбијан која припада префектури Лорјен.
По подацима из 2011. године у општини је живело 1308 становника, а густина насељености је износила 216,92 становника/km². Општина се простире на површини од 6,03 km². Налази се на средњој надморској висини од 25 метара (максималној 79 m, а минималној 8 m).

## Демографија
| 1962. | 1968. | 1975. | 1982. | 1990. | 1999. | 2011. |
| ----- | ----- | ----- | ----- | ----- | ----- | ----- |
| 519   | 551   | 574   | 947   | 1.028 | 953   | 1.308 |

График промене броја становника у току последњих година